# リボン (GUI)

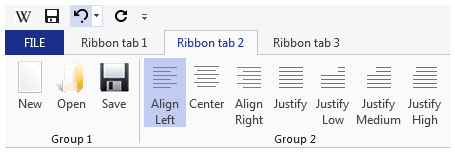
リボンの一例。タブごとに項目(コマンド)群が表示されている。且つタイトルバーの左端にはクイックアクセスツールバーと呼ばれる小さなボタン群が表示されている。

リボン（英: ribbon）とは、マイクロソフトが提唱した、アプリケーションソフトウェアの操作コマンドメニューの表示領域におけるグラフィカルユーザーインターフェイス (GUI) 方式の一種である。Microsoft Office 2007で初めて搭載された。
Windows 8以降はWindows エクスプローラーなどOSのインターフェイスにも採用されたが、Windows 11で廃止された。

## 特徴
リボンは、従来のメニューバーとツールバーを用いたインターフェイスを置き換えるものである。従来のツールバーの4-5行分に相当する高さの中にテキストやアイコンを使用したコマンド（ボタン）が配置され、分類ごとにタブでグループ化されている。タブ上でマウスホイールを回転させることでもタブの切り替えができる。アプリケーションの各作業領域で最も関連性の高いタブが表示される。メニューバーと異なり、アプリケーション開発者は、よく使われるコマンドは大きく配置して目立たせることができる一方、あまり使われないコマンドは小さく配置することができる。
デメリットとして、特に旧型の解像度の低いディスプレイでは場所を取ってしまい、作業領域が狭くなる。また、横幅が狭い場合、サブコマンドの表示は省略され、ドロップダウンリストから選択しなければならなくなる。Office 2007などリボンを採用したほとんどのアプリケーションでは、タブのダブルクリック（またはコンテキストメニュー）やショートカットキーによって、タブのみを常時表示しタブをクリックした時にだけボタン類を表示させる設定（リボンの最小化）が可能である。Office 2010ではウィンドウの右側に「リボンの最小化」ボタンが用意されている。高さの問題に関してはリボンの最小化によってある程度解消できる。

### ギャラリー
大きなコマンドが置けるようになったため、視覚的に作業結果を想定できるようなコマンドのセット（＝ギャラリー）が新たなUIとして追加された。

#### リアルタイム プレビュー
ギャラリーなどにマウスオーバーさせるだけで結果を表示させる機能。クリックするまでは結果は反映されない。従来の『変更内容が意図しないものであった場合、「元に戻す」コマンドを使い、再度変更箇所を選択する』といった手間が省かれることになる。ハードウェアの性能をある程度要求されるため、使用の有無を設定で変更できるものもある。

### クイック アクセス ツール バー
リボンには常にクイック アクセス ツール バーが表示されている。リボンからコマンドをクイックアクセスツールバーに追加したり、逆にクイックアクセスツールバーからコマンドを削除したりできる。
これによって、リボンが最小化されているときや、コマンドの所属するタブが表示されていないときでも、ユーザーはよく使うコマンドにアクセスできる。

### キーボードからの操作性向上
従来のツールバーをキーボードから操作するには、キーを何回も押さなければいけないものであったり、時にはその操作自体受け付けていないものもあった。リボンやクイックアクセスツールバーのコマンドはキーボードから操作できる。

## 従来のインターフェイスとの互換性 (Microsoft Office)
各操作のキーボードショートカットはほとんど共通しているため、キーボードショートカットを多用するユーザーにとっては大差なく利用できるように設計されている。またアイコンデザインも旧来からあるものはそれほど変更がなく、左クリックしたときの挙動もほぼそのままである。
Office 2003以前に似せたインターフェイスを再現するアドインがサードパーティーから提供されている。

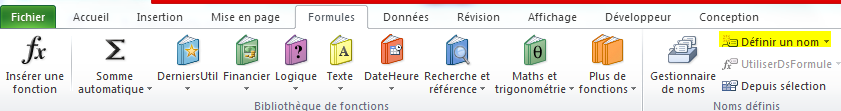
Microsot Office 2010 Excelのリボン(フランス語)

## 経緯
アプリケーションの操作コマンドの数が年々増大し、従来のインターフェイスでは対応できなくなってきた問題を解消するために導入された。1989年に発売されたWord 1.0では100のコマンドがあり、ツールバーの数は2本だった。Word 2003ではおよそ1500のコマンドがあり、ツールバーの数は31本になった。メニューバー・ツールバーシステムにおいて、それぞれに同じコマンドがあるのは冗長であるし、反対にどちらか一方にしかコマンドがないものもあった。したがってユーザーが機能を使いこなすには、どこにどんなコマンドがあるのか知っておかなければならなくなった。またマウスでは階層構造のメニューバーの操作が煩雑で、キーボードではツールバー操作はやりにくいものであった。マイクロソフトはユーザーが必要とするコマンドをすばやく簡単に見つけることができるように、リボンUIの採用に踏み切ったと説明している。
Office 2007ではリボン内のボタンの配置や、アイコンのカスタマイズをXMLで定義する必要があった。Office 2010ではユーザー設定で視覚的にリボンをカスタマイズできるようになった。デフォルトのタブの内容を変更することはできないが、ユーザー設定の新しいタブを作ったり、デフォルトのタブを非表示にしたり、といった自由度の高い設定ができる。

## APIと開発ガイドライン
マイクロソフトは開発者向けにAPIを公開し、サードパーティー製アプリケーションソフトウェアにもリボンUIの組み込みができるようにしている。リボンUIを構築できるマイクロソフト純正のAPI・ライブラリは下記である。
- Windows Ribbon Framework (COMコンポーネント。Windows Vista SP2 + Platform UpdateあるいはWindows 7以降) [7][8]
- MFC (Visual Studio 2008 SP1以降で標準化)
- WPF (Visual Studio 2012以降で標準化)

ただし、必ずしもリボンUIの採用が適しているとは限らず、マイクロソフトはユーザーエクスペリエンスガイドラインでリボンUI採用の判断基準を提示している。現に、例えばMicrosoft Visual Studioでは膨大な数のコマンドがあるにもかかわらず、バージョン2019においても従来のメニューバー・ツールバー方式が維持されている。
かつてはリボンUIをアプリケーションソフトウェアに導入する際に、マイクロソフトによる「Office Fluent UI」のライセンス条項に同意することが要求されており、Visual StudioのMFCプロジェクトウィザードが生成するソースコードにも関連コメントが含まれていたが、このライセンスプログラムはその後廃止されている。

## 主な導入ソフトウェア
- Microsoft Office - バージョン2007[13]以降｡リボンインターフェイスが初めて導入されたソフトウェアである。Webアプリ版のOffice OnlineでもリボンUIが導入されている。
- ワードパッド - Windows 7以降
- Microsoft ペイント - Windows 7以降
- Windows エクスプローラー - Windows 8以降
- Windows Live 2011の一部ソフト
  - Windows Live フォト ギャラリー
  - Windows Live ムービーメーカー
  - Windows Live Writer
  - Windows Live メール
- AutoCAD - バージョン2009以降
- WPS Office - バージョン2012以降（従来のメニューバーへの切り替えも可能）